# مایکل کرمر
مایکل رابرت کرمر (به انگلیسی: Michael Robert Kremer) (متولد ۱۲ نوامبر ۱۹۶۴) یک اقتصاددان توسعه آمریکایی و استاد جوامع در حال توسعه در دانشگاه هاروارد است. در سال ۲۰۱۹ او به‌طور مشترک با استر دوفلو و آبیجیت بنرجی، جایزه یادبود نوبل علوم اقتصادی را به دست آورد. «به دلیل رویکرد تجربی خود برای کاهش فقر جهانی»

## سنین جوانی و تحصیل
کرمر در خانواده ای یهودی دیده به جهان گشود. پسر یوجین و سارا لیلیان (با نام خانوادگی پیشین کیمل) کرمر بود. پدر او یوجین کرمر فرزند مهاجران یهودی بود. مادر او سارا لیلیان کرمر استاد ادبیات انگلیسی بود و در ادبیات یهودی و هولوکاست آمریکایی تخصص داشت. خانواده او مهاجران یهودی از لهستان به ایالات متحده آمریکا بودند.
وی فارغ‌التحصیل دانشگاه هاروارد است. (لیسانس در مطالعات اجتماعی در ۱۹۸۵ و دکترای اقتصاد در 1992). از سال ۱۹۹۲ تا ۱۹۹۳ با عنوان دکترا در انستیتوی فناوری ماساچوست بود، و به عنوان استادیار دانشگاه شیکاگو در بهار ۱۹۹۳، و استاد دانشگاه MIT از سال ۱۹۹۳ تا ۱۹۹۹ بود. وی از سال ۱۹۹۹، استاد دانشگاه هاروارد بود.

## حرفه
کرمر تحقیقات خود را در زمینه کاهش فقر متمرکز کرده‌است، غالباً مربوط به اقتصاد آموزش و اقتصاد و اقتصاد است. او با همکاری با Abhijit Banerjee و Esther Duflo (که جایزه نوبل یادبود ۲۰۱۹ در اقتصاد را با او به اشتراک گذاشت)، وی در ایجاد اثربخشی کارآزمایی‌های کنترل شده تصادفی برای آزمایش اقدامات پیشنهادی ضد فقر کمک کرد. دوفلو با توصیف استفاده زودهنگام کرمر از روش‌های تجربی پیشگام، گفت که کرمر "از همان ابتدا در آنجا بود و خطرات زیادی را به همراه داشت. . . . او یک بینشگر است. "
کرمر یکی از اعضای آکادمی هنر و علوم آمریکا، دریافت کننده یک بورسیه مک آرتور (1997) و دانشکده ریاست جمهوری است و توسط مجمع جهانی اقتصاد به عنوان رهبر جوان جهانی معرفی شد. او عضو پژوهش در نوآوری‌ها برای اقدام به فقر، برگرفته از تحقیقات New Haven , Connecticut است که به ایجاد و ارزیابی راه حل‌های مربوط به مشکلات توسعه اجتماعی و بین‌المللی اختصاص یافته‌است. کرمر یکی از اعضای Giving What We Can Can، یک جامعه بین‌المللی برای ارتقاء فقر است. او بنیانگذار و رئیس WorldTeach، یک سازمان مستقر در هاروارد است که دانشجویان کالج و فارغ التحصیلان اخیر را به عنوان معلمان داوطلب در برنامه‌های تابستان و سالانه در کشورهای در حال توسعه در سراسر جهان قرار می‌دهد. وی همچنین از بنیانگذاران دقیق کشاورزی برای توسعه (PAD)، یک سازمان غیرانتفاعی است که از ظهور جهانی تلفن همراه برای ارائه خدمات مشاوره زراعی دیجیتال به کشاورزان خرد و ریز در مقیاس استفاده می‌کند.
کرمر تعهد پیشرفته در بازار را آغاز کرد، که تمرکز آن بر ایجاد مکانیسم‌های تشویقی برای ترغیب به تولید واکسن برای استفاده در کشورهای در حال توسعه و استفاده از آزمایش‌ها تصادفی برای ارزیابی مداخلات در علوم اجتماعی است. او تئوری شناخته شده اقتصادی را در مورد مکمل‌های مهارت به نام تئوری O-Ring Kremer توسعه اقتصادی ایجاد کرد. در سال ۲۰۰۰، کرمر به همراه چارلز مورکوم مطالعه ای را منتشر کردند که به آنها توصیه می‌کرد دولت‌ها با جمع‌آوری عاج از طعمه‌های ناصحیح فیل مبارزه کنند و در صورت کاهش شدید جمعیت فیل‌ها بتوانند به طرز فعالانه بازار را آب کنند.
کرمر در مقاله خود با عنوان "رشد جمعیت و تغییر فناوری: یک میلیون سال قبل از میلاد تا ۱۹۹۰"، تغییرات اقتصادی را در طول یک میلیون سال گذشته مورد مطالعه قرار داد. وی دریافت که با رشد جمعیت رشد اقتصادی افزایش یافته است.
کرمر پانلی را در زمینه اصلاح سیستم‌های آموزشی در هفته رشد بین‌المللی مرکز رشد ۲۰۱۰ رهبری کرد.
او همسر اقتصاددان ارشد DFID، راشل گلنستر است.

## یادداشت
1. ↑  "The political economy of education and health in Kenya / a thesis presented by Edward Andrew Miguel". Research Kenya. Archived from the original on 27 September 2016. Retrieved May 3, 2014.
2. ↑  U.S. Public Records Index Vol 1 & 2 (Provo, UT: Ancestry.com Operations, Inc.), 2010.
3. ↑  Wearden, Graeme (October 14, 2019). "Nobel Prize in Economics won by Banerjee, Duflo and Kremer". The Guardian (به انگلیسی). ISSN 0261-3077. Retrieved October 14, 2019.
4. ↑  "The Prize in Economic Sciences 2019" (PDF) (Press release). Royal Swedish Academy of Sciences. October 14, 2019.
5. ↑  "JEWISH NOBEL PRIZE WINNERS IN ECONOMICS".
6. ↑  Aggarwal-Schifellite, Manisha (October 14, 2019). "Nobel in economic sciences awarded: Michael Kremer wins Sveriges Riksbank Prize in Economic Sciences in Memory of Alfred Nobel". The Harvard Gazette.
7. ↑  "Curriculum Vitae (Michael Kremer)" (PDF). Harvard University. Archived from the original (PDF) on 14 اكتبر 2019. Retrieved October 14, 2019. {{cite web}}: Check date values in: |archive-date= (help)
8. ↑  Wiseman, Paul; Ljubojevic, Aleksandar; LeBlanc, Steve (October 14, 2019). "3 economists who study poverty win Nobel Prize". apnews.com. Associated Press. The three winners, who have worked together, revolutionized developmental economics by pioneering field experiments that generate practical insights into how poor people respond to education, health care and other programs meant to lift them out of poverty.
9. ↑  Cho, Adrian (October 14, 2019). "Economics Nobel honors trio taking an experimental approach to fighting poverty". Science.
10. ↑  Smialek, Jeanna (October 14, 2019). "Nobel Economics Prize Goes to Pioneers in Reducing Poverty: Three professors, Abhijit Banerjee and Esther Duflo, both of M.I.T. , and Michael Kremer of Harvard, were honored". The New York Times.
11. ↑  "MacArthur Foundation". www.macfound.org (به انگلیسی). Retrieved July 23, 2018.
12. ↑  "Members". www.givingwhatwecan.org.
13. ↑  "PAD". www.precisionag.org.
14. ↑  Kremer, Michael (1993). "The O-Ring Theory of Economic Development". Q. J. Econ. Oxford University Press. 108 (3): 551–575. doi:10.2307/2118400. JSTOR 2118400.
15. ↑  Kremer, Michael; Morcom, Charles (March 2000). "Elephants". American Economic Review. 90 (1): 212–234. doi:10.1257/aer.90.1.212.
16. ↑  Kremer, Michael (1993). "Population Growth and Technological Change: One Million B.C. to 1990". The Quarterly Journal of Economics. 108 (3): 681–716. doi:10.2307/2118405. ISSN 0033-5533. JSTOR 2118405.
17. ↑  "Growth Week 2010 – Summary" (PDF).

## کتابشناسی - فهرست کتب
- Kremer, Michael; Glennerster, Rachel (2004), Strong Medicine: Creating Incentives for Pharmaceutical Research on Neglected Diseases, Princeton: Princeton University Press, ISBN 0-691-12113-3
- Making Markets for Vaccines: Ideas to Action, Center for Global Development, 2005
- Kremer, Michael (1993), "Population Growth and Technological Change: One Million B.C. to 1990", The Quarterly Journal of Economics, The MIT Press, 108 (3): 681–716, doi:10.2307/2118405, JSTOR 2118405